# Got’s My Own
„Got’s My Own” – singiel R&B amerykańskiego zespołu Destiny’s Child. Piosenka pochodzi z czwartego studyjnego albumu Destiny Fulfilled (z 2004 roku). Twórcami piosenki są Beyoncé Giselle Knowles, Kelendria Trene „Kelly” Rowland, Tenitra Michelle Williams, Rodney Jerkins, Fred Jerkins, LaShawn Daniels i Sean Garrett.

## Lista utworów
1. „Got's My Own” – 3:59